# Giacomo Prestia

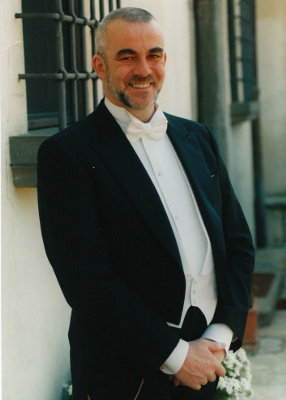

Giacomo Prestia (Florencia, 22 de agosto de 1960) es un bajo italiano, especialmente reconocido en el repertorio de Giuseppe Verdi.

## Trayectoria
Estudió canto con el maestro Sergio Catoni. Ha sido ganador de competiciones internacionales, incluida la International Voces Verdianas en Busseto y la Luciano Pavarotti en Filadelfia.
Hizo su debut operístico con el Alzira de Verdi para Diller en 1991. Canta como principal en la Scala de Milán, Maggio Musicale Fiorentino, la Ópera Nacional de París, Wiener Staatsoper, Ópera de Zúrich, Teatro Real de Madrid, Liceo de Barcelona, los dos teatros de Berlín, el Teatro Colón de Buenos Aires, el Teatro Comunale de Bolonia, San Carlo de Nápoles, Philarmonie de Berlín, y Teatro Regio de Parma. Durante su carrera ha trabajado con Claudio Abbado, Zubin Mehta, Riccardo Muti, Georges Prêtre, Daniele Gatti y Nicola Luisotti.

## Repertorio
- Beethoven
  - Missa solemnis
- Vincenzo Bellini
  - I puritani
  - La sonnambula
- Gaetano Donizetti
  - La Favorita
  - Don Pasquale
  - Messa da requiem
- Gounod
  - Faust
- Massenet
  - Don Quichotte
- Meyerbeer
  - Gli ugonotti
- Amilcare Ponchielli
  - La Gioconda
- Gioachino Rossini
  - El barbero de Sevilla
  - Stabat Mater
- Giuseppe Verdi
  - Aida
  - Attila
  - Don Carlos
  - Ernani
  - La forza del destino
  - I lombardi alla prima crociata
  - Macbeth
  - Masnadieri
  - Messa di Reqiuem
  - Simón Boccanegra
  - I Vespri siciliani